# San Gimignano DOC
Unter dem Namen San Gimignano werden in dem gleichnamigen Ort in der Provinz Siena Weine mit einer „kontrollierten Herkunftsbezeichnung“ (Denominazione di origine controllata – DOC) erzeugt. Die Denomination wurde erstmals am 8. August 1996 erlassen und zuletzt am 7. März 2014 aktualisiert. Es handelt sich dabei um Rot- und Roséweine sowie um Vin Santo.

## Anbau
Anbau und Erzeugung der Weine dürfen ausschließlich auf dem Gemeindegebiet von San Gimignano in der Provinz Siena erfolgen.

## Erzeugung
Folgende Weintypen können erzeugt werden:
- San Gimignano rosso und San Gimignano rosato: müssen zu mindestens 50 % aus der Rebsorte Sangiovese bestehen; höchstens 40 % Cabernet Sauvignon, Merlot, Syrah, Pinot nero, dürfen – einzeln oder gemeinsam – zugesetzt werden. Weiterhin dürfen maximal 15 % andere rote Rebsorten, die für den Anbau in der Region Toskana zugelassen sind, zugesetzt werden.
- San Gimignano Vinsanto oder Vin Santo: 30–100 % Trebbiano Toskano und 0–50 % Malvasia del Chianti und 0–20 % Vernaccia dürfen verwendet werden. Weiterhin dürfen maximal 10 % andere weiße Rebsorten, die für den Anbau in der Region Toskana zugelassen sind, zugesetzt werden.
- San Gimignano Vinsanto Occhio di Pernice oder Vin Santo Occhio di Pernice: 50–100 % Sangiovese. Weiterhin dürfen maximal 50 % andere Rebsorten, die für den Anbau in der Region Toskana zugelassen sind, zugesetzt werden.
- Fast sortenreine Weine (hier müssen die genannten Rebsorten zu mindestens 85 % enthalten sein):
  - San Gimignano Sangiovese
  - San Gimignano Cabernet Sauvignon
  - San Gimignano Merlot
  - San Gimignano Syrah
  - San Gimignano Pinot nero